# Anepsion
Anepsion es un género de arañas araneomorfas de la familia Araneidae. Se encuentra en Asia y Oceanía.

## Lista de especies
Según The World Spider Catalog 12.0:
- Anepsion buchi Chrysanthus, 1969
- Anepsion depressum (Thorell, 1877)
- Anepsion fuscolimbatum (Simon, 1901)
- Anepsion hammeni Chrysanthus, 1969
- Anepsion jacobsoni Chrysanthus, 1961
- Anepsion japonicum Yaginuma, 1962
- Anepsion maculatum (Thorell, 1897)
- Anepsion maritatum (O. Pickard-Cambridge, 1877)
- Anepsion peltoides (Thorell, 1878)
- Anepsion reimoseri Chrysanthus, 1961
- Anepsion rhomboides (L. Koch, 1867)
- Anepsion roeweri Chrysanthus, 1961
- Anepsion semialbum (Simon, 1880)
- Anepsion villosum (Thorell, 1877)
- Anepsion wichmanni (Kulczyn'ski, 1911)
- Anepsion wolffi Chrysanthus, 1969